# Упараджа
Упараджа, упарати, опараджа, опарат е титла за покровители в будистки владетелски династии в Тайланд, Камбоджа, Бирма, Лаос и в зависими царства, буквално „вицекрал“ или „заместник-крал“.
Този обичай се налага от Индия и става широко разпространен в Индокитай, включително Мианмар. Упараджа заема по-висока позиция от всеки друг принц и има някои привилегии.
В Сиам и Бирма упараджата обикновено е най-големият син на краля и кралицата, но много владетели назначават на позицията братя или други роднини, особено в случаите, когато техните собствени синове са или много малки или не са от благороднически произход.
За Лаос е необичайно да се определи синът на управляващия за упараджа, а изборът почти винаги пада върху брат.